# Villegly

Villegly este o comună în departamentul Aude din sudul Franței. În 1 ianuarie 2022 avea o populație de 1.227 de locuitori.